# Kazimierz Bein

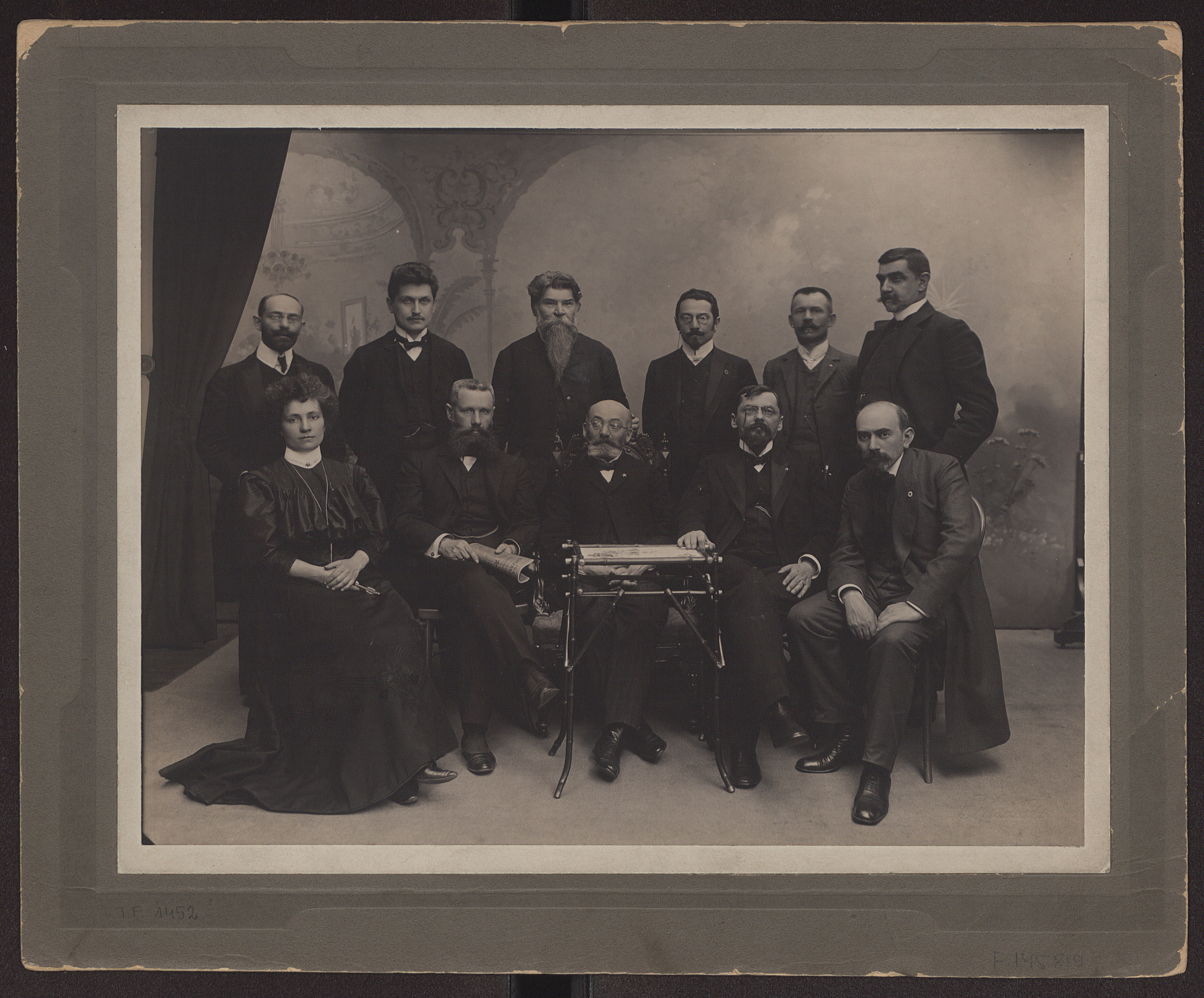
Kazimierz Bein (stoi 2. od lewej) w gronie polskich esperantystów, 1908 r.

Kazimierz Bein (ur. 29 lutego 1872 w Sierżni, zm. 15 czerwca 1959 w Łodzi) – polski okulista, jeden z założycieli Polskiego Towarzystwa Okulistycznego.
W latach 1903–1910 Kazimierz Bein był aktywistą esperanckim, tłumaczem i leksykografem znanym pod pseudonimem Kabe. W roku 1911 nagle, bez wyjaśnienia, opuścił ruch esperancki.

## Działalność esperancka
Kabe zdobył sławę tłumaczeniem na esperanto powieści Dno nędzy (La fundo de l' mizero) Wacława Sieroszewskiego, które ukazało się w 1904. Wśród dzieł, które przetłumaczył znajduje się między innymi Faraon Bolesława Prusa; Bein tłumaczył także z języka niemieckiego (Baśnie braci Grimm – Elektitaj fabeloj, 1906) i rosyjskiego (m.in. Ojcowie i dzieci Iwana Turgieniewa). Od 1906 był wiceprzewodniczącym Akademii Esperanta. Stworzył również jeden z pierwszych słowników esperanckich: Vortaro de Esperanto.
Działalność Kabe na rzecz esperanta zakończyła się w 1911 r. Powodami odejścia od języka, które podał 20 lat później, były rozczarowanie esperantystami, którzy w niedostatecznym stopniu władają językiem, oraz to, że esperanto nie zdobywa popularności. Uznał, że inny, nowy język sztuczny będzie w przyszłości odgrywał rolę międzynarodowego.
Rezygnacja Kabe, ojca stylu esperanckiego i jednego z pionierów ruchu, zrobiła na esperantystach duże wrażenie. Od jego pseudonimu powstał czasownik kabei oznaczający Uczynić jak Kabe, który, będąc bardzo aktywnym esperantystą, nagle i zupełnie przestał pisać w esperancie lub opuścić esperanto po aktywnym i udanym uczestnictwie w ruchu.

## Twórczość esperancka

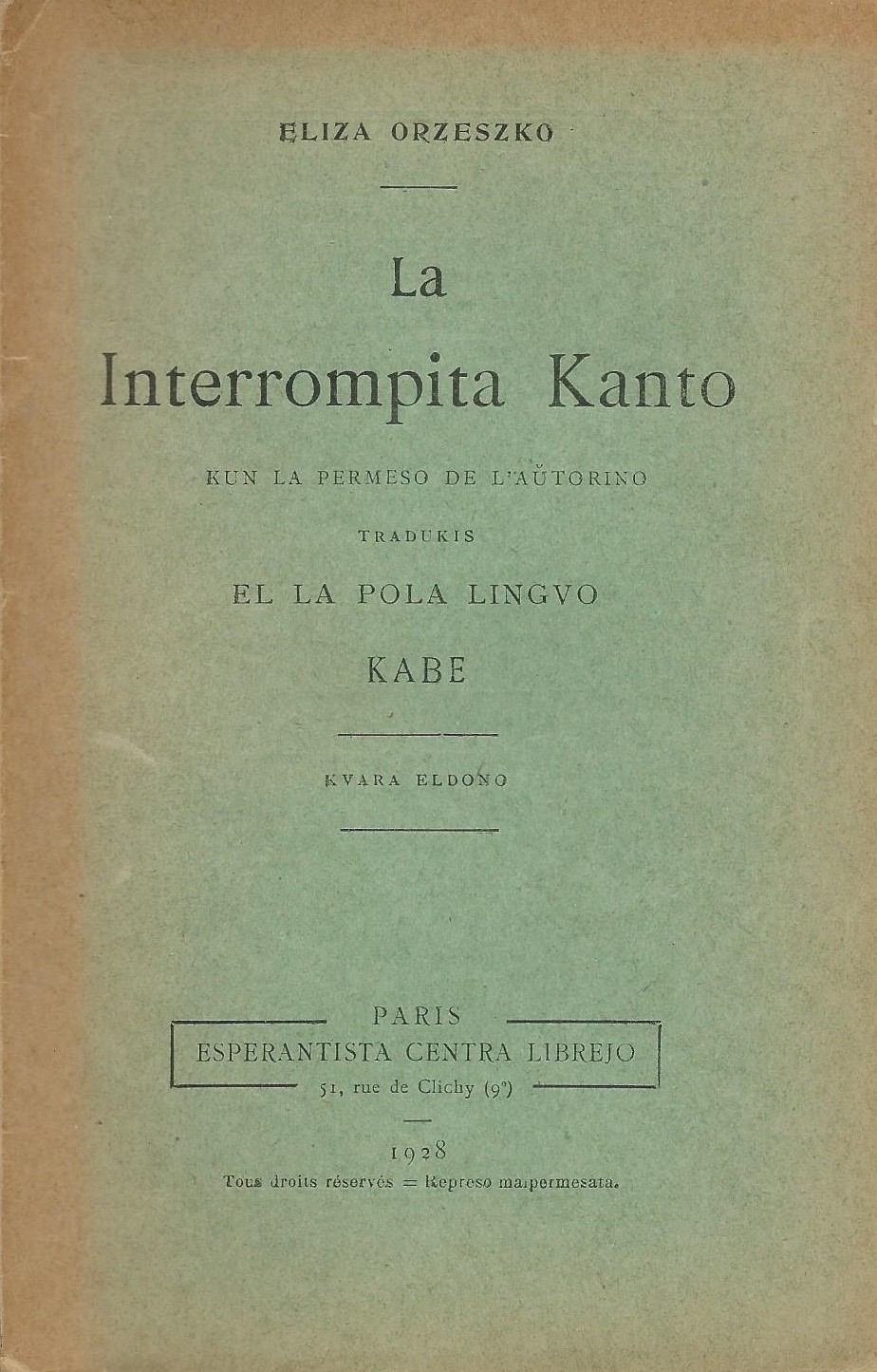
Okładka IV wydania esperanckiego tłumaczenia Pieśni przerwanej, 1928

- Unua Legolibro (Pierwsza czytanka, 1907)
- Vortaro de Esperanto (Słownik esperanta, 1910)

### Tłumaczenia
- Dno nędzy, Wacław Sieroszewski (La fundo de l' mizero, 1904)
- Latarnik, Henryk Sienkiewicz (w zbiorze La lanternisto kaj aliaj prozaĵoj de Polaj aŭtoroj, 1905[6])
- Antologia Polska (Pola Antologio, 1906)
- Baśnie wybrane braci Grimm (Elektitaj Fabeloj, 1906[7])
- Faraon, Bolesław Prus (La Faraono, 1907)
- Chrestomatia Międzynarodowa (Internacia Krestomatio, 1907)
- Pieśń przerwana, Eliza Orzeszkowa (La Interrompita Kanto[8])
- W palarni opium, Władysław Stanisław Reymont (En fumejo de l' opio, 1909[9])
- Poezje prozą, Iwan Turgieniew (Versaĵoj en Prozo, 1909[10]
- Ojcowie i dzieci, Iwan Turgieniew (Patroj kaj Filoj, 1909)
- Dobra pani, Eliza Orzeszkowa (Bona Sinjorino, 1909)
- Na sądzie, z objawień nieboszczyka, Julian Kaliszewski (La Juĝo (Letero de mortinto), 1909-1910[11]
- La lasta, Władysław Stanisław Reymont (1910)
- W więzieniu - Jewgienij Czirikow (En Malliberejo)
- Mój zegarek, Maria Konopnicka (Mia Poŝhorloĝo, 1912)
- Legenda, Eliza Orzeszkowa (Legendo[12])

## Prace naukowe
- Zwyrodnienie krążkowe plamki żółtej (1948)
- O poprawność mowy polskiej: (najpospolitsze błędy w polszczyźnie lekarzy) (1950)
- Najprostsze oko schematyczne (1951)
- Zarys okulistyki Bronisław Ziemiński (Bein przygotował pracę do druku, 1930)

## Życie prywatne
Urodził się we wsi Sierżnia pod Łodzią, w posiadłości ojca – Aleksandra Beina – powstańca styczniowego i syberyjskiego zesłańca. Jego rodzina była pochodzenia żydowskiego, niemniej Beinowie wyznawali katolicyzm. Bein nie założył rodziny. Został pochowany na cmentarzu św. Józefa w Łodzi.